# 시로이시역 (구마모토현)
시로이시역(일본어: 白石駅)은 일본 구마모토현 아시키타군 아시키타정에 위치한 규슈 여객철도 히사쓰 선의 철도역이다. 단선 승강장 1면 1선의 구조를 갖춘 지상역이다.

## 타는 곳
| 1 | ■ 히사쓰 선 | (하행) | 히토요시 · 요시마쓰 방면 | ※ 요시마쓰 방면으로는 아침 쾌속열차와 밤 보통열차의 2대를 제외해서 히토요시 역으로 환승 |
| 2 | ■ 히사쓰 선 | (상행) | 야쓰시로 · 구마모토 방면 | ※ 보통열차로의 구마모토 방면은 야쓰시로 역으로도 환승                                   |

## 역 주변
- 국도 제219호선

## 역사
- 1908년 6월 1일 : 일본 철도원이 개설.
- 1909년
  - 10월 12일 : 국유철도 선로 명칭 제정, 히토요시 본선의 역으로 함.
  - 11월 21일 : 선로 명칭 개정 · 가고시마 본선의 역으로 함.
- 1927년 10월 17일 : 선로 명칭 개정 · 히사쓰 선의 역이 됨.
- 1986년 11월 1일 : 전자 폐색 장치 도입에 의해 무인화.
- 1987년 4월 1일 : 일본국유철도 분할 민영화에 의해, 규슈 여객철도가 승계.
- 2007년 11월 30일 : 미나미큐슈 근대화 산업 유산군의 물자 수송 관련 유산의 1개로 선정.
- 2016년 3월 26일 : 새로 신설된 쾌속 열차의 정차역이 됨. 당 역 환승의 히토요시 - 시로이시 구간 편이 폐지되어, 당 역을 시발 · 종착하는 열차가 폐지.

## 인접 역
| 규슈 여객철도 히사쓰 선             | 규슈 여객철도 히사쓰 선   | 규슈 여객철도 히사쓰 선 |
| ----------------------------------- | ------------------------- | ----------------------- |
| 야쓰시로 구마모토 · 신야쓰시로 방면 | ■ 가고시마 본선 직통 쾌속 | 잇쇼치 히토요시 방면    |
| 사카모토 구마모토 방면              | ■ SL 히토요시             | 잇쇼치 히토요시 방면    |
| 요시오 야쓰시로 방면                | ■ 보통                    | 규센도 하야토 방면      |